# Reis (Offiziersdienstgrad)

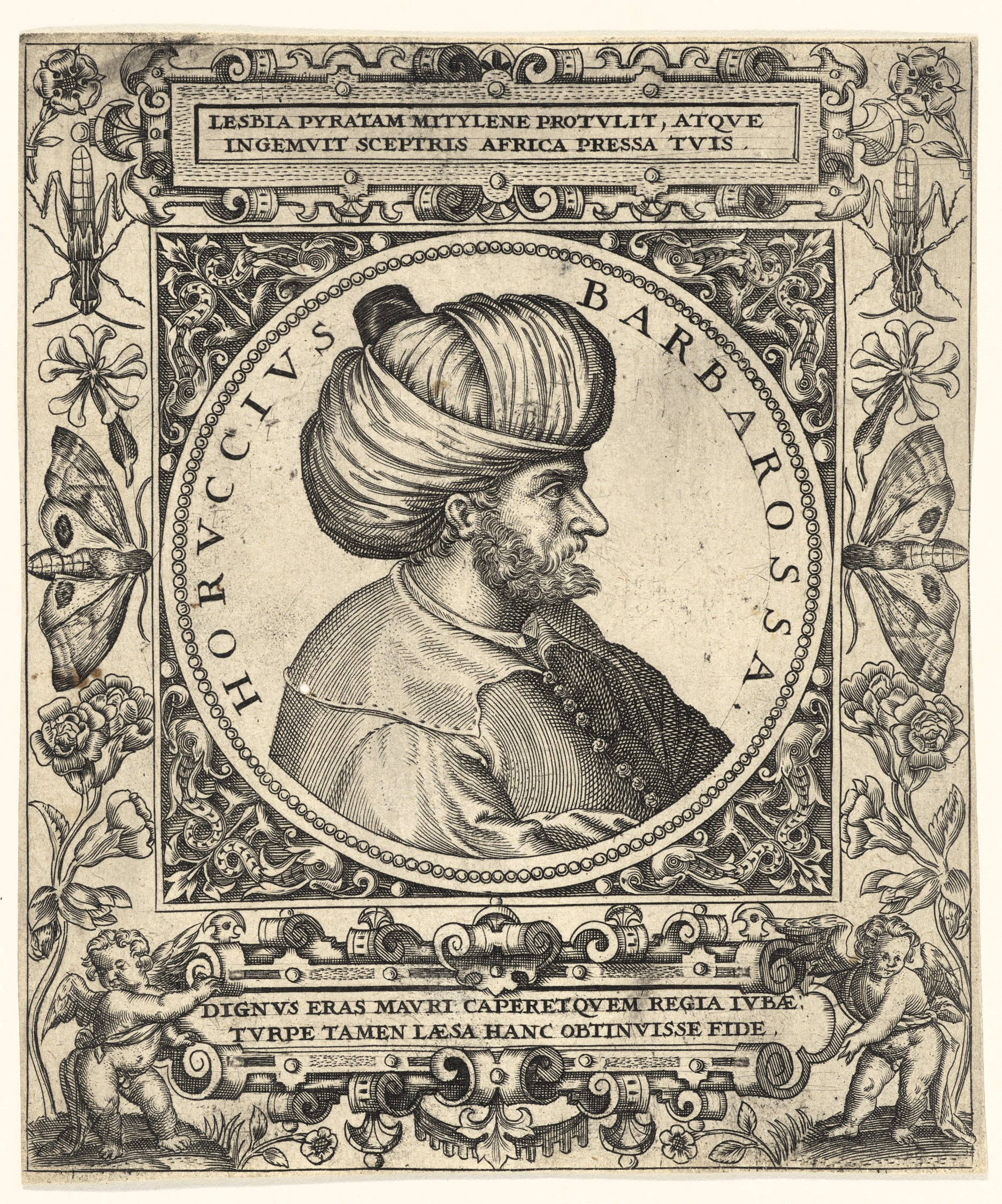
Oruç Reis

Reis (osmanisches Türkisch: رئيس raʾīs; manchmal auch rais geschrieben) war ein militärischer Rang in der osmanischen Marine, ähnlich dem eines Marinekapitäns oder (in der Levante) eines Kommodore, der während des Osmanischen Reiches üblicherweise als Beiname an den Namen des Offiziers angehängt wurde.

## Beispiele (Auswahl)
- Hamidu Reis (1770–1815), algerischer Korsar
- Hizir Reis (1478–1546), Herrscher von Algier
- Kemal Reis (1451–1511), osmanischer Pirat, Admiral und Kartograf
- Murad Reis (der Ältere) (1534–1638), osmanischer Seefahrer
- Murad Reis (der Jüngere), arabischer Name von Jan Janszoon (um 1570 – um 1641), niederländischer Pirat
- Oruç Reis (1473–1518), osmanischer Korsar im westlichen Mittelmeer und Herrscher von Algier
- Piri Reis (1470–1554/55), osmanischer Admiral, Autor und Kartograf
- Süleyman Reis († 1620), niederländischer Korsar
- Turgut Reis (1485–1565), osmanischer Seefahrer
- Uluç Ali Reis (1519–1587), muslimischer Korsar und osmanischer Admiral